# Tarnation (Film)
Tarnation (engl. „Verdammt!“) ist ein US-amerikanischer, autobiografischer Dokumentarfilm aus dem Jahr 2003. Drehbuchautor, Regisseur und Kameramann zugleich war Jonathan Caouette.

## Inhalt
Tarnation ist das filmische Dokument einer Aufarbeitung der Familiengeschichte von Jonathan Caouette. Zu Beginn des Films erhält Jonathan Caouette die Nachricht, dass seine Mutter Renee LeBlanc mit einer Überdosis Lithium ins Krankenhaus eingeliefert wurde. Von hier aus rollt der Film collagenartig die Kindheit und Jugend des Filmemachers auf, der bereits als Teenager seine Umgebung mit der Super-8-Kamera gefilmt hat. Es sind diese Super-8-Filmsequenzen (z. T. mittels Split Screen auch mehrere nebeneinander), die zusammen mit neueren Videoaufnahmen, Familienfotos, Text und Musik zu einem dichten und lebhaften filmischen Selbstporträt montiert sind und von der engen Beziehung zu einer Mutter, die aufgrund der Diagnose Schizophrenie eine Vielzahl von Psychiatrie-Aufenthalten durchläuft, vom Aufwachsen bei den Großeltern und der späten Begegnung mit dem Vater erzählen.

## Kritiken
- Lexikon des internationalen Films: „Der virtuose montierte Film verlangt dem Zuschauer viel ab, belohnt aber mit vielschichtigen Einblicken in eine verletzte Psyche und deren Selbsttherapie mit Hilfe des Films sowie mit einer Familiengeschichte, wie sie eindringlicher kaum erzählt werden kann. Ein fast an David Lynch erinnernder Blick auf die amerikanische Gesellschaft.“[2]
- Joachim Schätz auf filmzentrale.com: „Jonathan Caouettes autotherapeutisches Home Movie-Familienepos Tarnation erzählt formal wendig und emotional aufwändig von einer leidgeprüften Mutter-Sohn-Beziehung. Ein beeindruckend/beunruhigend persönlicher Film.“[3]

## Auszeichnungen
- Bei den Independent Spirit Awards 2005 wurde der Film Tarnation von Jonathan Caouette in der Kategorie Beste Dokumentation ausgezeichnet.
- 2004 erhielt der Film die Sutherland Trophy am The Times bfi London Film Festival.